# Beta Cancri b
Beta Cancri b est une planète en orbite autour de l'étoile Beta Cancri, dans la constellation du Cancer. Elle a été découverte par la méthode des vitesses radiales.